# Boliwia na Mistrzostwach Świata w Lekkoatletyce 2009
Boliwia na Mistrzostwach Świata w Lekkoatletyce 2009 – reprezentacja Boliwii podczas czempionatu w Berlinie liczyła 2 członków jednak żaden z nich nie odniósł znaczących sukcesów.

## Występy reprezentantów Boliwii

### Mężczyźni
- Bieg na 800 m
  - Evans Pinto z czasem 1:52,23 zajął 44. miejsce w eliminacjach i nie awansował do kolejnej rundy

### Kobiety
- Chód na 20 km
  - Geovana Irusta z czasem 1:39:16 zajęła 30. miejsce